# 宗成職
宗 成職（そう しげもと）は、日本の室町時代の武将。
宗氏の当主で、対馬国の守護大名を務めた。

## 生涯
応永26年（1419年）、室町時代前期の対馬島主・宗貞盛の嫡男として誕生。幼名は千代熊丸。
嘉吉4年（1444年）あるいは宝徳元年（1449年）に元服し、室町幕府第8代将軍足利義成から偏諱を受け、成職と称した。
その後、父の跡をつぎ、宗氏の当主と対馬国の守護大名に就任した。
康正元年（1455年）、成職は足利義成の命で守護代の宗盛直などとともに上洛し、朝鮮国との交易などで得た数々の品物を手に義成に謁見した。
応仁元年に死去。享年49。跡継ぎがいなかったため、家督はいとこの宗貞国がついだ。

## 人物
朝鮮との関係
父・定盛が死去した際に朝鮮からの対馬へ弔辞の使者が派遣されたことがあるほか、寛正2年（1461年）には朝鮮の世祖から中枢院事兼対馬州都節制使という官職を授与されるなどといった関係を持っている。
少弐教頼
対馬へ逃れてきた少弐教頼の筑前国への復帰を助けるべく大内氏と戦ったことがあるが、後に敗れた。